# Брандсторп, Улрикке
Улрикке Брандсторп (род. 13 июля 1995 г.; также известная как Улрикке) — норвежская певица, автор песен и музыкальная актриса. Известна тем, что участвовала в норвежских песенных конкурсах Idol (2013), The Voice (2015) и Stjernekamp (2018).
В 2019 году сыграла роль Лизль в мюзикле «Звуки музыки», исполненном в Folketeateret в Осло.
В 2020 году выиграла Melodi Grand Prix 2020 с песней «Attention» и должна была представлять Норвегию на конкурсе песни «Евровидение 2020» в Роттердаме, Нидерландах , однако конкурс был отменён из-за Пандемии Covid-19. Ранее она принимала участие в Melodi Grand Prix 2017, в котором заняла четвёртое место с песней «Places».

## Дискография

### Синглы
| Название                    | Год  | Позиция в чарте | Альбом |
| Название                    | Год  | NOR             | Альбом |
| --------------------------- | ---- | --------------- | ------ |
| «Play With»                 | 2017 |                 |        |
| «Places»                    | 2017 | -               |        |
| «Sick of Love»              | 2017 | -               |        |
| «Careless»                  | 2018 | -               |        |
| «Time Is Precious»          | 2018 | -               |        |
| «Cry»                       | 2019 | -               |        |
| «Shallow» (с Беном Адамсом) | 2019 | -               |        |
| «Attention»                 | 2020 | 3               |        |